# 雲智匯科技
雲智匯科技服務有限公司，簡稱雲智匯科技服務，以及雲智匯科技（英語：MAXNERVA TECHNOLOGY SERVICES LIMITED，港交所：1037、OTCBB：DAWXY
），則在1980年由劉得還（前主席及總裁）創立，前身為「台和商事控股有限公司」，股份在1994年4月14日於香港交易所主板上市。。
現時主席為簡宜彬。業務重點是以科技創新服務支持中國國內製造業轉型(又稱"工業4.0")。
2015年5月6日港交所權益披露顯示，由郭台銘控制的台灣上市企業鴻海精密，於4月29日，在場外以每股1.144元購入3.86億股，佔台和商事控股已經發行股本88.26%，3.86億股，涉資4.41億元，成為大股東。鴻海是全球領先的電腦、通訊及客戶電子工業製造服務供應商。雲智匯科技的主營業務遂轉為智能製造及其他物聯網應用。
現時總部則位於香港沙田安群街3號京瑞廣場1期15樓L-N室。

## 外部連結
- 雲智匯科技服務有限公司 （页面存档备份，存于）